# Пливање на Летњим олимпијским играма 2024 — 10 км маратон за мушкарце
Пливачка маратонска трка на 10 километара за мушкарце на Летњим олимпијским играма 2024. одржана је последњег дана пливачких такмичења 9. августа на реци Сени у Паризу, са стартом код моста Александра III. Трка је почела у јутарњим сатима, са почетком од 7.30 часова по локалном времену. Био је то тек пети пут да је ова трка била део олимпијског програма, од званичног дебија на Играма 2008. у Пекингу. 
За трку је био пријављен 31 пливач из 23 земље.
Титулу олимпијског победника и златну медаљу освојио је мађарски пливач Криштоф Рашовски који је трку испливао у времену од 1:50:52.7 сати. Сребрну медаљу је освојио Оливер Клемет из Немачке, са заостатком од 2,1 секунде, док је бронзану медаљу освојио мађарски пливач Давид Бетлехем. Бранилац златне медаље из Токија 2020. Флоријан Велброк трку је завршио на осмом месту. 

## Освајачи медаља
|                        | Резултат  |                     | Резултат  |                      | Резултат  |
|                        |           |                     |           |                      |           |
| Криштоф Рашовски (HUN) | 1:50:52.7 | Оливер Клемет (GER) | 1:50:54.8 | Давид Бетлехем (HUN) | 1:51:09.0 |

## Квалификационе норме
Код маратонских трка на отвореним водама квалификације су се одвијале преко последња два светска првенства. По троје првопласираних са СП 2023. и 13. са СП 2024. изборили су директан пласман на Игре. По једно место је било резервисано за победнике континенталних првенстава, те за земљу домаћина (у случају да не успеју директно да се квалификују), док су такмичари са испливаним А нормама у тркама на 800 и 1.500 метара слободно у базену , имали могућност пријављивања за учешће у маратонским тркама.

## Резултати
Финална трка мушког маратона одржана је 9. августа у јутарњем делу програма, са почетком од 7.30 часова по локалном времену. Учествовао је 31 пливач из 23 земље. Дужина једног круга била је 1,67 км, пливало се у 6 кругова. 
| Плас. | Пливач                | Држава                    | Време     | Заостатак за победником |
| ----- | --------------------- | ------------------------- | --------- | ----------------------- |
|       | Криштоф Рашовски      | Мађарска                  | 1:50:52.7 |                         |
|       | Оливер Клемет         | Немачка                   | 1:50:54.8 | +2,1                    |
|       | Давид Бетлехем        | Мађарска                  | 1:51:09.0 | +16,3                   |
| 4.    | Доменико Ачеренца     | Италија                   | 1:51:09.6 | +16,9                   |
| 5.    | Логан Фонтејн         | Француска                 | 1:51:47.9 | +55,2                   |
| 6.    | Хектор Пардо          | Уједињено Краљевство      | 1:51:50.8 | +58,1                   |
| 7.    | Марк Антоан Оливије   | Француска                 | 1:51:50.9 | +58,2                   |
| 8.    | Флоријан Велброк      | Немачка                   | 1:51:54.4 | +1:01,7                 |
| 9.    | Грегорио Палтринијери | Италија                   | 1:51:58.0 | +1:05,3                 |
| 10.   | Атанасиос Кинијакис   | Грчка                     | 1:52:37.2 | +1:44,5                 |
| 11.   | Николас Сломан        | Аустралија                | 1:56:24.4 | +5:31,7                 |
| 12.   | Пауло Стрелке         | Мексико                   | 1:56:28.4 | +5:35,7                 |
| 13.   | Кајл Ли               | Аустралија                | 1:56:42.5 | +5:49,8                 |
| 14.   | Тоби Робинсон         | Уједињено Краљевство      | 1:56:43.0 | +5:50,3                 |
| 15.   | Тајшин Минамиде       | Јапан                     | 1:56:57.3 | +6:04,6                 |
| 16.   | Матан Родити          | Израел                    | 1:57:02.3 | +6:09,6                 |
| 17.   | Давид Фаринанго       | Еквадор                   | 1:57:08.6 | +6:15,9                 |
| 18.   | Данијел Вифен         | Ирска                     | 1:57:20.1 | +6:27,4                 |
| 19.   | Иван Пускович         | Сједињене Америчке Државе | 1:57:52.5 | +6:59,8                 |
| 20.   | Мартин Страка         | Чешка                     | 1:57:52.9 | +7:00,2                 |
| 21.   | Јан Херцог            | Аустрија                  | 2:01:03.8 | +10:11,1                |
| 22.   | Пјотр Возњак          | Пољска                    | 2:02:38.6 | +11:45,9                |
| 23.   | Кузеј Тунчели         | Турска                    | 2:02:58.1 | +12:05,4                |
| 24.   | Феликс Аубек          | Аустрија                  | 2:03:00.5 | +12:07,8                |
| 25.   | Хенрик Кристијансен   | Норвешка                  | 2:03:38.2 | +12:45,5                |
|       | Гиљермр Коста         | Бразил                    | БП        |                         |
|       | Карлос Гарач          | Шпанија                   | БП        |                         |
|       | Филип Зајдлер         | Намибија                  | БП        |                         |
|       | Емир Батур Албајрак   | Турска                    | БП        |                         |
|       | Виктор Јохансон       | Шведска                   | НН        |                         |
|       | Ахмед Жауади          | Тунис                     | НН        |                         |